# Odontocolon punctatum
Odontocolon punctatum là một loài tò vò trong họ Ichneumonidae.